# Attagenus fasciolatus
Attagenus fasciolatus là một loài bọ cánh cứng trong họ Dermestidae. Loài này được Solsky miêu tả khoa học năm 1876.